# Dendropsophus carnifex
Dendropsophus carnifex är en groddjursart som först beskrevs av William Edward Duellman 1969.  Dendropsophus carnifex ingår i släktet Dendropsophus och familjen lövgrodor. IUCN kategoriserar arten globalt som livskraftig. Inga underarter finns listade i Catalogue of Life.